# Cenobitismo

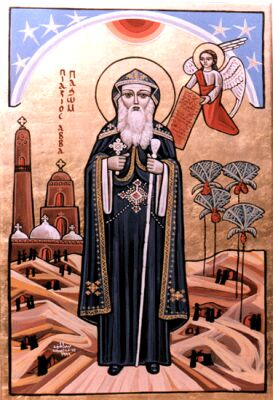
San Pacomio, fondatore del cenobitismo

Il cenobitismo (dal latino coenobium, a sua volta dal greco κοινός, "comune", e βίος, "vita")  è una forma comunitaria di monachesimo, praticata in monasteri (cenobi), sotto la guida di un'autorità spirituale, secondo una disciplina fissata da una regola.
I cenobiti sono monaci cristiani le cui prime comunità risalgono al IV secolo e si differenziano dagli eremiti in quanto praticano una vita comunitaria anziché solitaria. Fondatore del cenobitismo è considerato San Pacomio, monaco egiziano vissuto a cavallo fra III e IV secolo.
Il cenobitismo, nato in Egitto dalle radici dell'eremitismo ascetico dei santi del deserto sull'esempio di Sant'Antonio abate, dalla Tebaide si propagò in Palestina, in Siria, in Asia Minore e a Costantinopoli. In Oriente si diffuse grazie alla Vita di Sant'Antonio di sant'Atanasio di Alessandria. In Occidente si diffuse per opera sia di san Girolamo, sia di Martino di Tours (nella Gallia), sia di Cesario d'Arles, sia di Benedetto da Norcia, sia di Colombano di Bobbio. 

## Le origini
All'inizio del IV secolo si sviluppò nell'Alto Egitto una forma di monachesimo differente da quello originario eremitico: la koinonìa (κοινωνία, 'comunità'), iniziata da Pacomio. Il termine indica una famiglia monastica che riunisce diversi monasteri (il termine κοινόβιον, cenobio, significa per l'appunto vita comune) all'interno di un unico sistema, ossia una forma avanzata di organizzazione comunitaria, nata dall'intuizione di un fondatore desideroso di allargare il più possibile l'accesso alla salvezza attraverso la disciplina monastica.
Le principali fonti sulla nascita del cenobitismo sono le Vite di Pacomio (in greco, copto, latino, arabo), la Lettera di Ammone, il corpus delle regole, e quello delle Lettere, Catechesi e altri Insegnamenti di Pacomio stesso e dei suoi primi successori. Tranne che per le Lettere del fondatore, evidentemente più antiche (di difficile comprensione però, in quanto redatte facendo uso di un linguaggio simbolico), le fonti a disposizione risalgono alla seconda metà del IV secolo.
Pacomio nacque in una famiglia pagana di Esna (l'antica Latopoli, in Tebaide). Conobbe il cristianesimo in una caserma di Tebe, durante la leva obbligatoria avvenuta in occasione della guerra tra Massimino Daia e Licinio (313). Ivi, benefattori cristiani andavano a portare cibo e generi di conforto ai soldati, arruolati a forza e rinchiusi in attesa della battaglia. Tornato in libertà, prima ancora di avere combattuto, Pacomio si stabilì nei pressi di Chenoboskia, in Tebaide, ricevette il battesimo e divenne discepolo un anziano asceta, Palamone. Su indicazione di una visione, il giovane monaco si stabilì a Tabennisi, dove istituì una comunità di più ampie proporzioni: durante la prigionia, infatti, aveva fatto voto di dedicarsi alla salvezza del prossimo come contraccambio per la scampata morte in guerra.
L'iniziativa di Pacomio ebbe un successo incredibile: nell'arco di pochi anni i monasteri si moltiplicarono, unendo quelli fondati da Pacomio stesso con quelli già esistenti desiderosi di unirsi alla congregazione. Alla morte del santo, la confederazione era composta da ben nove monasteri maschili (di cui Pbow, 100 km a nord di Tebe, divenne il centro) e due femminili (in uno dei quali entrerà la sorella del fondatore Maria). Nei monasteri pacomiani sono state introdotte per la prima volta delle innovazione destinate a perdurare per tutta la storia del monachesimo successivo: i confini della comunità erano delimitati da un muro esterno, i monaci indossavano un abito riconoscibile e le attività erano organizzate secondo una regola comune.
La rapida evoluzione della koinonìa provocò un conflitto tra Pacomio e alcuni vescovi, che in passato erano stati monaci sotto la sua direzione: al sinodo di Latopoli, avvenuto pochi mesi prima della sua morte, il fondatore fu accusato a motivo del dono delle visioni, che venne equiparato ad una forma di stregoneria.
Alla morte del fondatore si vennero a creare nella comunità pacomiana delle tensioni che misero in crisi l'eredità del fondatore e resero necessaria la redazione delle regole, avvenuta nella seconda metà del IV secolo e restituitaci in una traduzione latina realizzata da san Girolamo (a cui si aggiungono i Regolamenti sopravvissuti in una traduzione copta). Dopo un tentativo di secessione abortito (da parte del monastero di Monchosis in Tebaide) e una difficile successione (si avvicendano Petronio, Teodoro e Orsiesi) a capo della koinonìa, che evidenzia il problema della trasmissione del carisma del fondatore, si optò infine per un'organizzazione accuratamente normata della vitale della gerarchia comunitarie.
Un monachesimo per molti aspetti simile a quello avviato da Pacomio è quello ruotante intorno alla figura di Scenute d'Atripe. Una Vita attribuita al successore Besa (redatta nella seconda metà del V secolo) ci informa sul personaggio, di cui abbiamo peraltro un ampio corpus di scritti in copto. I Canoni di Scenute costituiscono l'altro grande corpus normativo del monachesimo egiziano antico. Archimandrita del monastero Bianco di Atripe, principale autore della letteratura copta, religioso radicale, santo carismatico, Scenute fu considerato e chiamato profeta in larga parte dell'agiografia copta successiva. Restaurazione di una severa disciplina monastica e lotta al paganesimo sono da lui perseguite con ogni mezzo, sino all'utilizzo della violenza. Quello di Scenute è, come quello di Pacomio, un monachesimo cenobitico: il contatto tra i due potrebbe essersi verificato nel recupero e adattamento delle regole di Pacomio da parte di Pkiol, fondatore del monastero Bianco (di cui Scenute sarà successore).

## Eustazio e Basilio

### Eustazio di Sebaste
Le prime notizie attestanti l'esistenza di un movimento monastico cenobitico in Anatolia si rinvengono nei canoni e nella lettera sinodale del sinodo di Gangra (343 ca.), dove è pronunciata la condanna del vescovo Eustazio di Sebaste e dei suoi discepoli. Secondo alcune ipotesi, il gruppo affonderebbe le sue radici nella filosofia neoplatonica da un lato, e nell'ambiente dei Figli del Patto siriaci dall'altro. Lo storico Sozomeno presenta Eustazio come un abile organizzatore delle diverse esperienze preesistenti in un movimento dai contorni più nitidi.
Organizzati in fraternità (ἀδελφότης) che costituivano una vera e propria Chiesa separata, gli eustaziani si caratterizzano per il particolare "zelo" (in greco σπουδή) con cui rinunciano alla ricchezza, alla carne, ai legami familiari e istituzionali. Si distinguono dalla Chiesa istituzionale quanto ai riti, alle consuetudini e all'abito. Si mantengono grazie ai doni degli aderenti, e attribuiscono un ruolo rilevante alle donne. Il comportamento settario e la contestazione delle istituzioni ecclesiastiche ne fanno un movimento dissidente che ritiene di essere l'unico a possedere un'«intelligenza perfetta» delle Scritture, e di conseguenza a praticare una retta osservanza dei suoi precetti. D'altra parte, la convinzione del carattere universale delle esigenze ascetiche imposte dal movimento, ritenute valide per tutti i cristiani, ne fa anche un movimento missionario e, almeno in certa misura, itinerante.

### Basilio di Cesarea

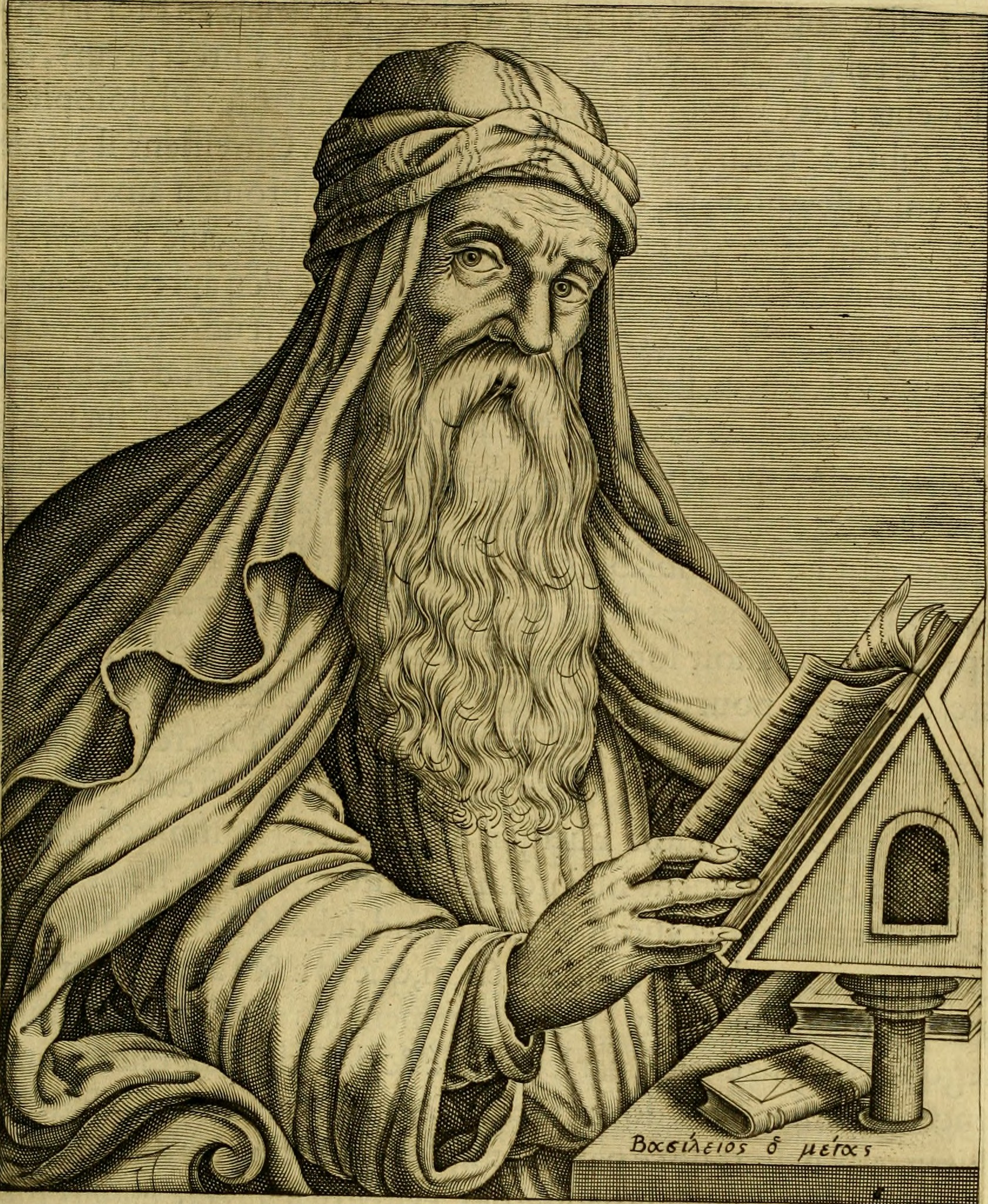
Basilio di Cesarea

Basilio il Grande, vescovo di Cesarea di Cappadocia (attuale Kayseri, in Turchia) e padre della Chiesa, fu una figura di primo piano del monachesimo antico. Dopo un viaggio in Siria ed Egitto, si ritirò a vita ascetica presso una proprietà familiare, nei dintorni di Neocesarea, dove già da qualche tempo (a partire dal 341) si erano stabilite con il medesimo proposito la sorella Macrina la Giovane e la madre Emmelia. La casa venne trasformata in un monastero e altri si unirono a questa comunità. Certamente influenzato dall'asceta di Sebaste, Basilio mitigò gli eccessi degli eustaziani, incanalandone lo zelo ascetico in un movimento più conforme all'istituzione ecclesiale. Basilio fece costruire una cittadella della carità con locande, ospizi e lebbrosario, chiamata Basiliade, gestita da membri delle sue comunità monastiche con fondi della Chiesa di Cesarea.
Il corpus delle opere ascetiche di Basilio include un insieme di testi riuniti in tre raccolte: il Piccolo Ascetico il Grande Ascetico (noto anche con il nome di Regole) e le Regole Morali. Strutturate in forma di domande e risposte, queste regole sono l'espressione di una comunità monastica articolata in sezioni, presumibilmente autonome, rispettivamente di uomini o di donne, ciascuna diretta da un preposto, o da una preposta, cui si deve obbedienza assoluta e cui si manifestano periodicamente i propri pensieri: una pratica che unisce direzione spirituale e governo comunitario. L'ingresso nella comunità era preceduto da un noviziato e sancito da voti di castità e di povertà.

## Il monachesimo cenobitico in Occidente
Nonostante l'incidenza del modello orientale, appare evidente che il monachesimo latino presenta sin dall'inizio una propria fisionomia. Un aspetto che è stato più volte rilevato dagli studiosi è quello del suo legame con l'istituzione ecclesiastica anzi, per essere più precisi, con l'episcopato. Diverse comunità monastiche occidentali erano difatti riunite sotto l'autorità di un vescovo o erano destinate a divenire fucina di vescovi. Le tracce più antiche di questo fenomeno risalgono all'esperienza di Eusebio di Vercelli († 371), che si era adoperato per conformare alla «vita degli angeli» la comunità dei chierici del suo presbyterium. Castità, ascesi, lavoro, preghiera caratterizzavano la vita di questo gruppo di monaci urbani, che dimoravano nei pressi della domus ecclesiae.

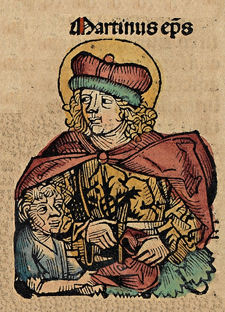
San Martino di Tours in una litografia tratta dalle Cronache di Norimberga

In quegli stessi anni, Martino di Tours decideva di ritirarsi a vita monastica dopo una lunga carriera militare: trascorse un primo periodo di eremitaggio a Milano; prese poi dimora sull'isola di Gallinara, avviando una lunga tradizione di monachesimo insulare; raggiunse infine il maestro Ilario di Poitiers, e fondò un monastero a Ligugé nel 360. Martino divenne a sua volta vescovo di Tours nel 371 e, desideroso di tener vivo l'ideale monastico pur tra gli impegni del nuovo ministero, fondo una comunità monastica di tipo semi-anacoretico a Marmoutier. La comunità, destinata a disgregarsi poco dopo la morte di Martino nel 397, riuniva un gruppo di aristocratici (honorati) convertiti all'ascesi. Sempre nell'ambito di questo monachesimo episcopale e aristocratico sono da segnalare il monastero fondato da Germano d'Auxerre e il monastero di Aquileia, dove dimorano i chierici del vescovo Valeriano.
Si deve aggiungere la comunità semi-anacoretica fondata dal nobile gallo-romano Ponzio Meropio Paolino, più tardi vescovo di Nola, in Campania. Discendente da famiglia di rango senatoriale di Burdigala, la capitale dell'Aquitania e avviato a una promettente carriera politica, Paolino sposa una ricca cristiana. Dopo aver perso il figlio a otto giorni dalla nascita, decide (nel 394) di ritirarsi a vita monastica con la moglie nei pressi della tomba del martire Felice a Cimitile. Qui fonda due cenobi, uno maschile e uno femminile.
La tipologia della comunità monastica riunita intorno a un membro del clero in molti casi destinato all'episcopato, si diffonde anche all'Africa Latina, come testimoniato dalla comunità di Ippona, diretta da Agostino. Di ritorno da Milano, egli aveva riunito un gruppo di asceti a Tagaste, per poi fondare un monastero a Ippona (dove si era trasferito dopo essere stato ordinato presbitero). Infine, nominato vescovo nel 395, radunò nell'episcopio quelli che desideravano praticare il suo genere di vita. Di lui conserviamo una regola (Regula ad servos Dei, oggi considerata autentica), probabilmente la più antica regola monastica d'Occidente, scritta intorno al 400: è costituita da un breve testo (Praeceptum) dove s'insiste sulla necessità della severità nella direzione dei monaci (non v'è da chiedere perdono per gli eccessi in tal senso, è detto) e - fatto alquanto significativo - viene posto a più riprese il problema della convivenza di fratelli di diversa provenienza sociale. Più tardi al Praeceptum viene aggiunto l'Ordo monasterii, che fornisce dettagli quanto alle attività quotidiane della comunità.
Sul versante delle fondazioni monastiche destinate a intrattenere un legame forte e stabile con l'istituzione episcopale si deve ricordare l'abbazia di Lerino, in Gallia. All'inizio del V secolo, su questa piccola isola della costa provenzale prende dimora Onorato, indicato dalla tradizione (Ilario di Arles, Vita sancti Honorati) come il fondatore del monastero. In pochi anni di vita semi-anacoretica si forma un gruppo numeroso di discepoli, tale da rendere necessaria la costruzione di un convento con annessa una chiesa. Onorato è prima ordinato presbitero e, due anni prima della morte, consacrato vescovo, nel 428. La comunità - di tipo cenobitico, ma che include anche delle celle isolate - è incentrata sul lavoro ed è strettamente dipendente dall'autorità dell'abate. Lerino cresce rapidamente, moltiplicando le filiali e il numero dei monaci. A questo luogo sono legate numerose figure di primo piano del cristianesimo latino, capaci di coniugare armoniosamente la vita monastica, la redazione di opere ascetiche e teologiche e l'esercizio dell'episcopato: Massimo di Riez († 455 ca.), Fausto di Riez († 495 ca.), Eucherio di Lione († 449 ca.), Ilario di Arles († 449), Cesario d'Arles († 542).

### La diffusione del monachesimo in Occidente
Una volta impiantato in Italia e in Gallia, il monachesimo si diffonde rapidamente in tutta l'area nordeuropea. Nel Giura sono attivi dei monasteri connessi alla figura di Romano, che s'insedia nella regione intorno al 430, secondo le Vitae patrum Iurensium. Sempre nel V secolo il monachesimo si diffonde in Bretagna, Scozia e Irlanda, aree in cui si percepisce l'influenza di Martino e del cenobio leriniano, nonché - più avanti - quella romana, con l'invio, da parte di Gregorio Magno, di quaranta monaci missionari nel 596. D'altra parte, si avrà anche un'influenza di ritorno del monachesimo irlandese sull'Europa continentale, in particolare con la figura di Colombano di Bobbio. Un'ascesi particolarmente severa (donde l'evocazione di un martirio verde o glasmartre) e una peregrinatio (lo spaesamento ascetico praticato attraverso l'itineranza) vissuta in maniera radicale sono le caratteristiche di un monachesimo destinato a diffondersi con successo nelle regioni corrispondenti alle odierne Francia, Germania, Svizzera, Austria e Italia settentrionale (l'Abbazia di Bobbio). A Colombano sono attribuiti due testi normativi, volti a organizzare e normare i monasteri impiantati nel corso delle sue peregrinazioni: una severa Regula monachorum e una Regula cœnobialis, contenente le pene previste per le mancanze dei monaci. L'idea di un elenco di penitenze corrispondenti ai peccati commessi si ritrova, questa volta volta a beneficio dei laici, nel suo Paenitentiale.
Il monachesimo fatica a impiantarsi in Spagna, nonostante il tradizionale rigorismo della regione. La causa di questo stato di cose va ricercata negli effetti della questione di Priscilliano, asceta iberico condannato a morte per magia dall'usurpatore Magno Massimo nel 385, la quale in un primo tempo ispira alla gerarchia ecclesiastica locale un certo sospetto nei confronti del monachesimo. Questo conoscerà invece uno sviluppo importante a partire dal VI secolo, come testimoniato dalla diffusione di diverse regole, come il De institutione virginis di Leandro di Siviglia († 600), la Regula monachorum di Isidoro (636), una regola di Fruttuoso di Braga (665) la Regula communis dei monasteri galiziani.

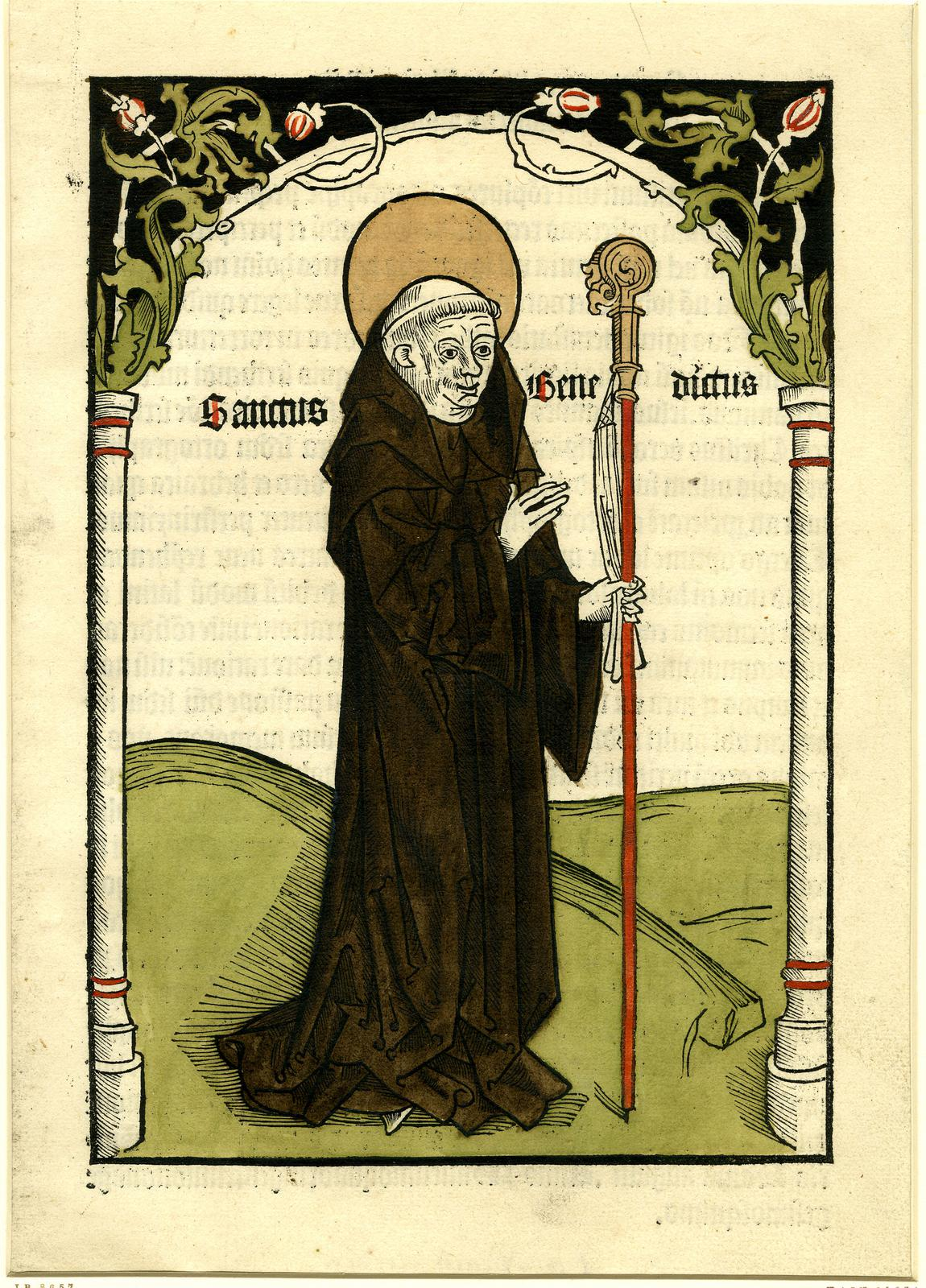
Benedetto da Norcia

In Italia, un nuovo impulso alla vita monastica latina è dato all' inizio del VI secolo dalla figura di Benedetto da Norcia, considerato il padre del monachesimo medievale. Di nobile famiglia umbra, il giovane di Norcia decise di volgersi all'austerità monastica prima come eremita a Subiaco, poi Montecassino. Qui fondò il cenobio per il quale compose, certamente dopo il 530, la famosa Regola benedettina, In essa emergono: da un lato, l'insistenza, contro le forme monastiche itineranti, sull'esigenza della stabilitas loci; e dall'altro, un'organizzazione delle attività del monastero incentrata sui tre pilastri del lavoro, della preghiera (in particolare liturgica: l'opus Dei) e della lectio divina (la lettura e la meditazione delle Scritture). Il celebre motto «ora et labora» , associato alla vita benedettina, si diffonderà solo più avanti, secondo qualcuno addirittura nel XIX secolo. La regola di Benedetto recupera e riutilizza molteplici fonti precedenti, dalla Regola del Maestro, che si ritrova quasi integralmente nei primi sette capitoli, a quella di Cesario di Arles, passando per gli scritti di Pacomio, di Basilio, di Cassiano, di Agostino e così via. Si tratta di un processo di composizione della regola monastica che si ritrova anche nel De ordine monasterii di Eugippio (VI secolo) e che sottolinea un fatto importante per la comprensione del monachesimo occidentale: forse perché influenzato della giurisprudenza romana o, secondo altri, per reazione a una prima fase anarchica del suo sviluppo, il monachesimo di area latina è strettamente legato all'idea della regola.
Sempre nella penisola italiana, merita infine ricordare l'esperienza del monastero di Vivarium in Calabria, presso Squillace, fondato intorno al 550 da Cassiodoro, già alto funzionario dell'aristocrazia latina: nonostante la breve durata della sua esistenza, lo scriptorium di Vivarium ha svolto un'attività di grande importanza nella riproduzione e diffusione di testi della letteratura classica e patristica. Il modello fornito da Cassiodoro non sarà estraneo alla trasformazione dei benedettini in copisti, e alla diffusione della tipologia del monastero-scriptorium-biblioteca nel medioevo.